# Хоссу

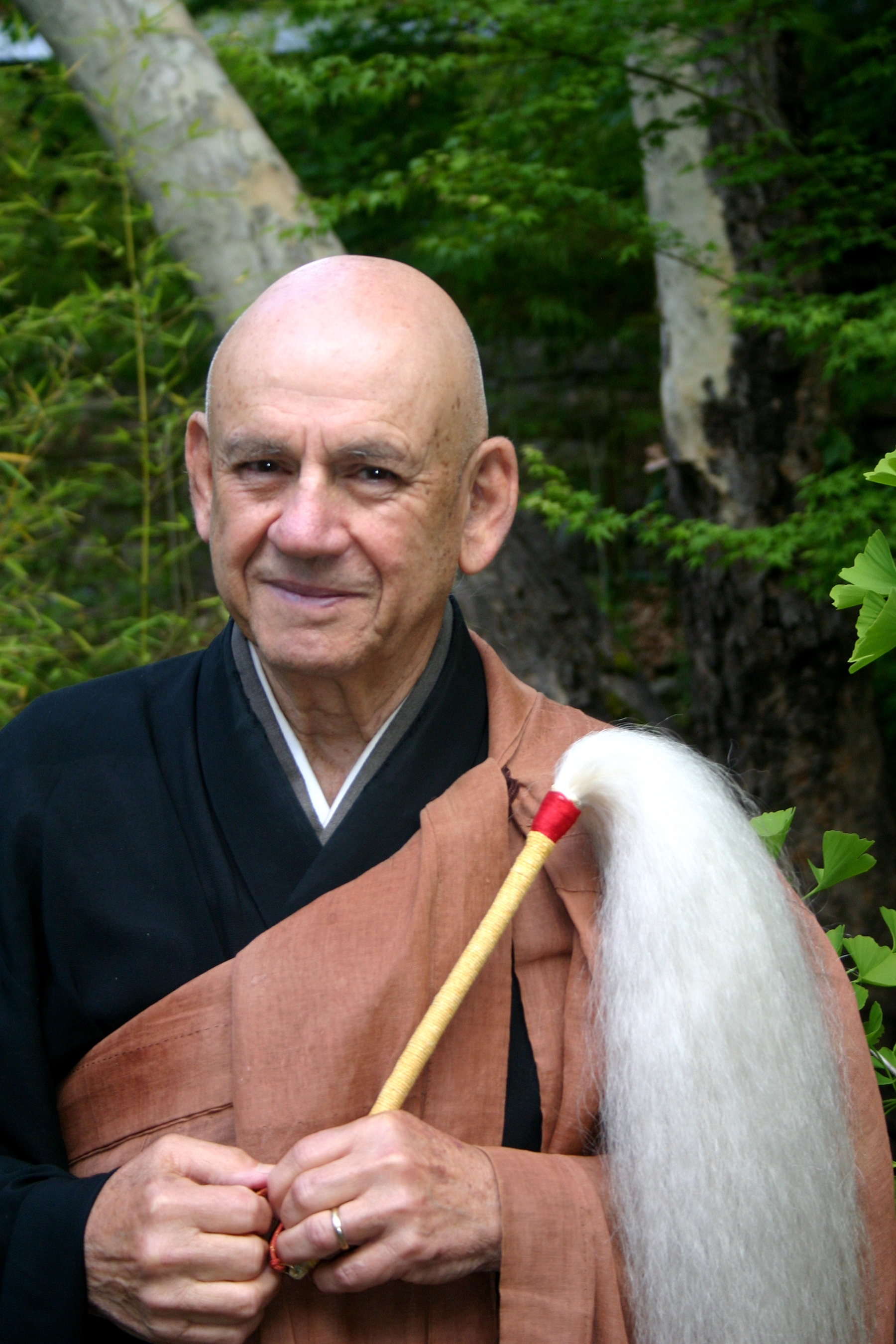
Хоссу

Хоссу (яп. 払子) — короткая деревянная, или бамбуковая, палочка с привязанным пучком волос (от коровы, лошади или яка) или конопляных волокон (кропило), принадлежность дзэн-буддийского монаха. Другие названия - сюби, сюми (яп. 麈尾), бякухоцу (яп. 白払)
Хоссу часто называют «мухобойкой». Хоссу, как полагают, защищает её обладателя от желаний, а также позволяет избавиться от мух, не убивая их. Хоссу рассматривается как символ авторитета мастера дзэн, обучающего других и передающего дхарму. Поэтому хоссу часто передаётся от одного мастера следующему.